# Topolitsa
Topolitsa (Bulgaars: Тополица) is een dorp in het oosten van Bulgarije. Het dorp is gelegen in de gemeente Ajtos in oblast Boergas. Topolitsa ligt hemelsbreed 38 km ten noorden van Boergas en 310 km ten oosten van Sofia. 

## Bevolking
Op 31 december 2020 telde het dorp Topolitsa 885 inwoners. Het aantal inwoners vertoont al vele jaren een dalende trend: in 1985 had het nog 1.127 inwoners.
| Bevolkingsontwikkeling tussen 1934 en 2020          |
| --------------------------------------------------- |
|                                                     |
| Bron: Nationaal Statistisch Instituut van Bulgarije |

Het dorp wordt grotendeels bewoond Turken en Pomaken: beide groepen praktiseren hoofdzakelijk de soennitische islam. Er is ook een Bulgaarse minderheid aanwezig, die vooral christelijk (oosters-orthodox) is. De Sint-Demetriuskerk werd gebouwd vóór 1944 en gerenoveerd in 1999. De moskee werd gebouwd in 1998.
| Etnische samenstelling van de respondenten (2011) | Etnische samenstelling van de respondenten (2011) | Etnische samenstelling van de respondenten (2011) | Etnische samenstelling van de respondenten (2011) | Etnische samenstelling van de respondenten (2011) |
| ------------------------------------------------- | ------------------------------------------------- | ------------------------------------------------- | ------------------------------------------------- | ------------------------------------------------- |
|                                                   |                                                   |                                                   |                                                   |                                                   |
| Bulgaren                                          | Bulgaren                                          |                                                   | 30,4%                                             | 30,4%                                             |
| Turken                                            | Turken                                            |                                                   | 67,8%                                             | 67,8%                                             |
| Roma                                              | Roma                                              |                                                   | 0,0%                                              | 0,0%                                              |
| Anders/Onbekend                                   | Anders/Onbekend                                   |                                                   | 1,8%                                              | 1,8%                                              |